# Royalist
Ein Royalist ist ein Königstreuer (Anhänger des Königs/Königtums). Royalist wird im französischen und englischen Sprachraum meist als Synonym für Monarchist verwendet.
Darüber hinaus sind spezielle Begriffsverwendungen zu differenzieren. Der Ausdruck Royalist bezeichnet
- im angelsächsischen Bereich einen Monarchisten, insbesondere einen Anhänger Karl I. (England) während des englischen Bürgerkriegs, siehe Cavaliers.
- in Frankreich im Zusammenhang mit der Französischen Revolution einen Parteigänger der Bourbonen-Dynastie im Gegensatz zu den Anhängern der napoleonischen Herrschaft.
- in Frankreich nach dem Zusammenbruch des Zweiten Kaiserreichs 1870 eine allerdings in mehrere Fraktionen (siehe Legitimismus, Bonapartismus, Orléanisten) gespaltene Gruppierung, die statt der Republik die Kaiser- oder Königsherrschaft wieder errichten wollten.

Die Anhänger der englischen Krone im Amerikanischen Unabhängigkeitskrieg wurden meist als Loyalisten (loyalists), seltener als royalists bezeichnet.
Der spanische Ausdruck für die royalistische Partei (z. B. in den lateinamerikanischen Unabhängigkeitskriegen oder spanischen Bürgerkriegen) ist partido realista (von real, königlich). Im Italienischen wird der Begriff monarchico als Bezeichnung für einen Royalisten oder eine royalistische Partei benutzt. Im Deutschen spricht man von Königs- oder Kaisertreuen.